# Distrito de Dewas
Dewas (en hindi; देवास ज़िला) es un distrito de la India en el estado de Madhya Pradesh. Código ISO: IN.MP.DE.
Comprende una superficie de 7 020 km².
El centro administrativo es la ciudad de Dewas.

## Demografía
Según censo 2011 contaba con una población total de 1 563 107 habitantes, de los cuales 757 895 eran mujeres y 805 212 varones.

## Localidades
- Bhaurasa
- Bagli
- Hatpipalya